# Noel Pidding
Pour les articles homonymes, voir Pidding.
Pas d'image ? Cliquez ici

a Compétitions nationales et continentales officielles uniquement.

b Matchs officiels uniquement.
Noel Pidding, né le 13 juillet 1927 à Maitland (Australie) et mort le 17 août 2013 à Ingleburn (Australie), est un  joueur international australien de rugby à XIII. Cet ailier, qui est aussi buteur, remporte le titre de la New South Wales Rugby League en 1949 avec St. George. Il participe avec l'Australie à la Coupe du monde 1954.